# Slovanský ostrov
Slovanský ostrov eller Žofín är en ö i Tjeckiens huvudstad Prag.